# Autuchos
Autuchos (altgriechisch Αὐτοῦχος Autoúchos) ist eine Person der griechischen Mythologie.
Autuchos ist ein in Libya geborener Sohn des Apollon und der Nymphe Kyrene. Er hat mehrere Brüder, darunter auch den Kulturbringer Aristaios. Gemeinsam mit seinen Brüdern begibt er sich nach Thessalien in die Heimat seiner Mutter, wo ihnen als Erbe das Reich ihres Großvaters Hypseus und damit die Herrschaft über die Lapithen zufällt.